# Oxalis heterophylla
Oxalis heterophylla är en harsyreväxtart som beskrevs av Dc.. Oxalis heterophylla ingår i släktet oxalisar, och familjen harsyreväxter. Inga underarter finns listade i Catalogue of Life.